# 미시아 홈
미시아 홈(Mysia Sulci)는 목성의 위성인 가니메데에 있는 지역으로 홈 모양의 밝은 지형이다. 길이는 5,066km이다.